# Leptochilus cantoniensis
Leptochilus cantoniensis är en stensöteväxtart som först beskrevs av Bak., och fick sitt nu gällande namn av Ren-Chang Ching. Leptochilus cantoniensis ingår i släktet Leptochilus och familjen Polypodiaceae. Inga underarter finns listade.